# Gliese 876 d
Gliese 876 d je egzoplanet u orbiti oko zvijezde Gliese 876, za koju se procjenjuje da je udaljena 15,3 svjetlosnih godina. Treći je otkriveni planet u tom sustavu.